# Giuseppe Abbadessa
Giuseppe Abbadessa (Francavilla Fontana, 15 marzo 1915 – 16 gennaio 1980) è stato un politico italiano.

## Biografia
Consigliere comunale di Francavilla Fontana, fu poi consigliere provinciale di Brindisi. Venne eletto nella VII legislatura al Senato della Repubblica.